# Brahmani (fiume)
Il Brahmani è un fiume dell'India, che sfocia nel Golfo del Bengala.

## Percorso
Nasce dalla confluenza dei fiumi Sankh e Koel Meridionale presso la città di Raurkela. Dopo un percorso di 480 km sfocia nel Golfo del Bengala.